# Pénétration vaginale

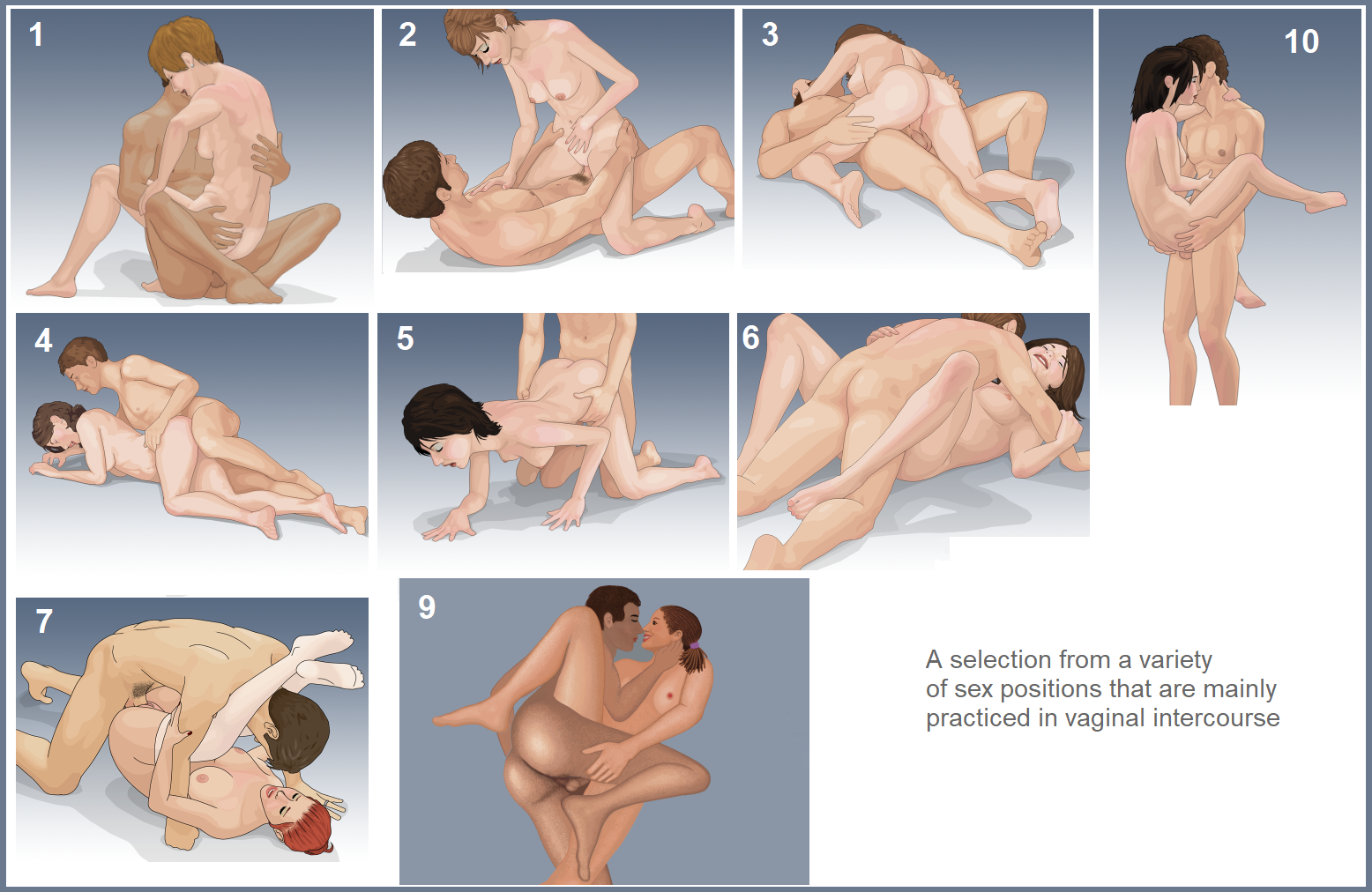
Différentes positions sexuelles de pénétration vaginale :
1. Union du lotus (position assise)
2. Chevauchement (cowgirl)
3. Pénétration latérale
4. Position de la cuillère ou 99
5. Levrette
6. Missionnaire
7. Position de l'enclume
9. Union de l'aigle
10. Congrès suspendu

La pénétration vaginale, pénétration péno-vaginale, pénétration pénile-vaginale, pénétration pénis-vagin ou coït vaginal est une forme de rapport sexuel propre aux Vertébrés dans laquelle le pénis en érection pénètre le vagin de la femelle ou le pénis de l'homme pénètre celui de la femme. La pénétration vaginale peut se terminer par l'éjaculation du mâle, ce qui peut conduire à la fécondation de la femelle et à la procréation.
Chez les êtres humains, la pénétration vaginale désigne l'une des pratiques sexuelles.
Différentes positions permettent la pénétration pénis-vagin, comme le missionnaire, le chevauchement ou encore la levrette. Certaines stimulent davantage le clitoris que d'autres, ce qui procure plus ou moins de plaisir à la personne pénétrée.
La pénétration vaginale comporte un risque de transmission d'une infection sexuellement transmissible (IST), ainsi que de grossesse non désirée. L'utilisation d'un préservatif (externe ou interne) permet de réduire très significativement ces risques. D'autres méthodes de contraception peuvent être utilisées pour réduire les risques de grossesse non désirée, mais non les IST. Le coït interrompu (le retrait du pénis juste avant l'éjaculation) ne constitue pas une méthode fiable mais a été longtemps utilisé.
Chez les êtres humains, la pénétration vaginale a été souvent et reste encore parfois synonyme de rapport sexuel comme seule forme de sexualité acceptable. Elle a aussi longtemps été centrale dans la sexualité hétérosexuelle et a représenté une norme sexuelle. Son lien avec la procréation en fait un aspect important du concept de virginité.

## Positions
La pénétration vaginale peut se pratiquer dans diverses positions ; le choix de la position dépend des anatomies, des goûts, des circonstances et des envies des partenaires, ainsi que des normes sociales. La plus habituelle est la position du missionnaire : la femme est couchée sur le dos et l'homme s'allonge entre ses cuisses écartées. La femme peut être active dans l'acte de pénétration, par exemple chevauchant l'homme allongé sur le dos. Lors d'une pénétration, les deux partenaires peuvent se faire face ou bien l'un peut pénétrer l'autre par derrière (en particulier dans la position de la levrette).
Certaines positions procurent plus de plaisir aux personnes pénétrées, notamment parce qu'elles stimulent davantage le clitoris que d'autres positions.
La pénétration vaginale peut être précédée d'autres pratiques sexuelles (caresses, baisers, sexe oral…), communément dénommés préliminaires. Ils servent en général à amener un niveau de désir sexuel suffisant, notamment pour que la lubrification vaginale facilite la pénétration, tandis que le pénis entre en érection.
La pénétration vaginale peut également faire référence au doigtage (insertion de doigts dans le vagin), à la pénétration par une langue (voir cunnilingus), ou bien d'un godemichet ou d'un sex-toy.

## Santé

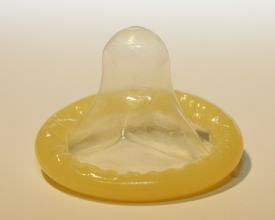
Préservatif masculin.

La pénétration vaginale peut entraîner la transmission d'infections sexuellement transmissibles (IST), notamment la chlamydia, la gonorrhée, la syphilis, le papillomavirus ou encore l'hépatite B. Elle peut également, en cas d'éjaculation à l'intérieur du vagin, mener à une grossesse non désirée.
L'utilisation d'un préservatif permet de réduire le risque de transmission d'IST et constitue également un moyen de contraception, permettant d'évité une grossesse non désirée. D'autres pratiques, telles que la contraception orale, le port d'un stérilet pour la femme et la contraception masculine thermique par exemples : slip chauffant, anneau contraceptif testiculaire pour l'homme permettent de réduire très fortement le risque de grossesse non désirée. La stérilisation (vasectomie ou ligature des trompes) est également possible pour empêcher toute grossesse.
Avant l'apparition de la contraception médicamenteuse et l'invention du préservatif, certaines méthodes de contraception ont été utilisées, comme le retrait (coït interrompu) : le pénis se retire du vagin avant l'éjaculation. L'efficacité de cette méthode est cependant faible, avec un risque non négligeable de fécondation : il faut en effet éviter tout contact du liquide pré-éjaculatoire et du sperme avec le vagin et la vulve.

## Importance culturelle et historique

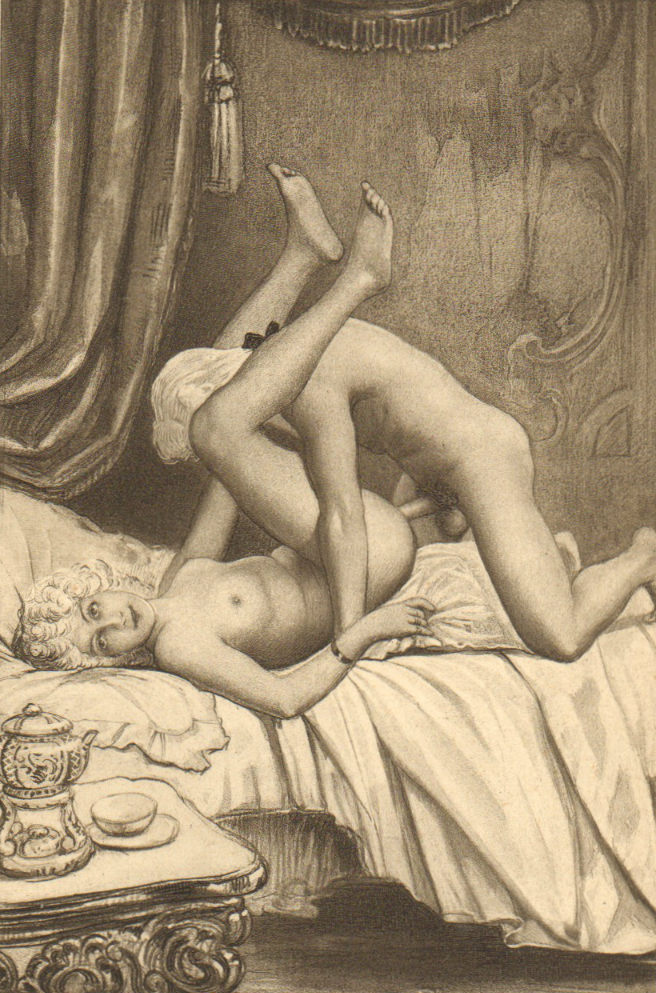
Charles pénètre la fleur vierge de Fanny, illustration de Paul Avril de 1907.

La pénétration vaginale a longtemps été synonyme de rapport sexuel, et a été considérée comme l'unique façon acceptable d'avoir une relation sexuelle. D'autre part, seule la sexualité à visée procréatrice est admise. Ainsi, dans les sociétés occidentales du Moyen Âge, tout acte s'écartant de la pénétration vaginale, comme la pénétration anale ou la fellation, était considéré comme contre nature. Cette vision se perpétue jusqu'au XIXe siècle en Europe : « seule la pénétration pénis-vagin constitue un comportement sexuel [jugé] normal parce qu’il est le seul à conduire à la procréation ». D'autre part, cette pénétration ne peut avoir lieu qu'au sein du mariage.
Pour l'anthropologue Maurice Godelier, « depuis que les Romains ont converti les peuples occidentaux au christianisme, une seule forme de sexualité s’est imposée et a remplacé toutes celles qui existaient, il s’agit du coït pénis-vagin. » En outre, seules les positions où l'homme est au-dessus de la femme sont acceptées : en effet, elle est perçue comme facilitant le trajet du sperme depuis le pénis vers l'utérus, mais également parce qu'elle consacre la domination de l'homme sur la femme. La levrette, également pratiquée, est vue avec suspicion, car elle ressemble à l'accouplement des animaux. Néanmoins, le traité Speculum al foder du XIVe siècle répertorie 24 positions différentes de coït vaginal.
Dans cette vision chrétienne, la première pénétration du pénis de l'époux dans le vagin de son épouse constitue la perte de la virginité de la femme (le terme utilisé est « défloration »). Pour l’Église catholique, cette pratique (pénétration et éjaculation dans le vagin) marque la consommation du mariage.
Dans les cultures mettant l'accent sur la virginité comme preuve de pureté ou d'honneur, les signes extérieurs qu'une pénétration vaginale a eu lieu lors de la nuit de noces sont recherchés, comme la présence de sang sur les draps, censé provenir de la rupture de l'hymen. Ces représentations sociales et culturelles ne reposent pas sur des bases biologiques fiables.
Au XXe siècle, les opérations chirurgicales d'assignation de sexe pratiquées sur les personnes intersexes sont souvent réalisées avec l'objectif de faciliter la pénétration vaginale, « suivant l’idée qu’il serait plus facile de fabriquer une fille, jugée par la capacité de pénétration vaginale et éventuellement par celle de porter des enfants. La définition des organes sexuels se réduit donc à leur apparence et à leur fonction dans un système binaire et hétérosexuel visant les rapports sexuels reproductifs. »
Au début du XXIe siècle, les cours d'éducation sexuelle s'inscrivent majoritairement dans une vision de la sexualité hétérosexuelle, tournée vers la procréation et centrée sur la pénétration vaginale. Une étude ethnographique des cours dispensés en Suisse (2020) met en évidence un discours naturalisant les appareils génitaux masculin et féminin, présentant le vagin comme un organe naturellement fait pour recevoir un pénis, et renforçant ainsi les normes de genre.
En 2016, Bini Adamczak trouvant que le terme habituellement employé de pénétration est connoté à l'initiative de l'homme lors d'un rapport sexuel, propose de donner un sens actif à la femme. Pour cela, elle invente le néologisme de circlusion. Popularisé en France en 2019 par l’auteur Martin Page, ce terme reste marginalement utilisé,,,. Il est revendiqué comme une forme d'empouvoirement féministe,,.

## Critiques
Les travaux de Sigmund Freud ont participé à rendre la pénétration vaginale la norme sexuelle, tandis que l'orgasme clitoridien a longtemps été disqualifié.

À partir des années 1960, la pénétration vaginale est critiquée par certains auteurs et certaines autrices, parce qu'elle constitue une norme de ce que devrait constituer un rapport sexuel, et parce que la stimulation vaginale seule ne procure pas beaucoup de plaisir. En 1968, la militante féministe américaine Anne Koedt (en), dans son article le mythe de l'orgasme vaginal (en), dénonce l'approche hétéronormative et androcentrique de la définition d'un rapport sexuel : 

« dans la construction sociale et théorique de la sexualité, la pénétration vaginale est conçue comme la position sexuelle "normale" et donc seule susceptible de procurer du plaisir aux femmes. »

De même, en 1996, la sociologue Stevi Jackson (en) écrit : 

« L’équation forcée entre sexe = coït = acte effectué par un homme sur une femme n’est pas la conséquence inévitable d’une relation entre une anatomie mâle et une anatomie femelle, mais le produit des relations sociales à l’intérieur desquelles ces deux corps se rencontrent. »

Pour Maïa Mazaurette et Damien Mascret, la pénétration vaginale s'apparente alors à une « technique de maximisation du plaisir masculin ». De même, l'écrivain français Martin Page critique la centralité de la pénétration vaginale dans les rapports sexuels et invite à aller « au-delà de la pénétration ». La sociologue Juliette Rennes indique que « le triptyque "préliminaires - pénétration - éjaculation" est une construction culturelle. »